# Harris Interactive
Harris Interactive est une entreprise d’études marketing et de sondages d’opinion. L'entreprise réalise à la fois des études quantitatives et qualitatives suivant différentes méthodologies (face à face, téléphone, par l'Internet). 
Harris Interactive est présente en Europe en Allemagne, en France et au Royaume-Uni. En France Harris Interactive est un des acteurs du marché des études, au même titre que BVA, Ifop ou encore Ipsos. 

## Historique
En France, Novatris est fondé en août 1995 par Nathalie Perrio-Combeaux et Patrick Van Bloeme. L'entreprise rejoint le groupe Harris Interactive en 2004, qui possède le plus grand access panel d'internautes en Europe. L'entreprise change de nom en 2007 pour s'harmoniser avec celui de sa maison mère Harris Interactive qui est implantée aux États-Unis. Harris Interactive devient filiale de Nielsen en novembre 2013.
Depuis le 2 juillet 2014, Harris Interactive Europe (regroupant Harris Interactive en France, en Allemagne et au Royaume-Uni) est racheté par ITWP, maison-mère de Toluna, permettant ainsi à ce groupe international d’étendre sa présence dans la filière études.
Harris Interactive regroupe en France plus de 100 personnes. 

## Identité visuelle

Logo de Harris Interactive jusqu'en 2015.
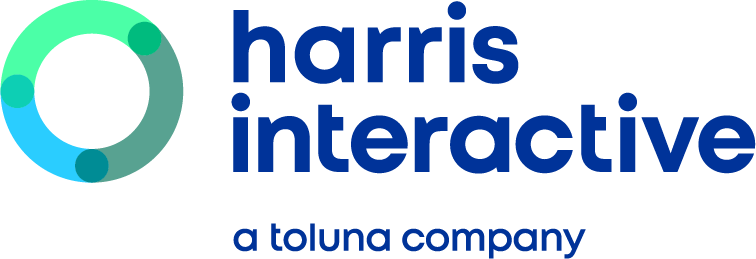
Logo de Harris Interactive depuis le 20 juillet 2020